# Dario Jagodic
Dario Jagodic, arhitekt, politik, kulturni delavec, * 20. maj 1935, Barkovlje, † 10. februar 2012, Nabrežina.

## Življenje in delo
Rodil se je v Barkovljah pri Trstu, oče je bil Alojz, železničar, mati Ernesta (rojena Znidarčič), gospodinja. Osnovno šolo je moral obiskovati v italijanščini v domači vasi, nato je po koncu druge svetovne vojne peti razred zaključil na šoli s slovenskim učnim jezikom, slovensko gimnazijo in slovenski znanstveni licej v je obiskoval Trstu, kjer je maturiral leta 1954. Nato se je vpisal na Fakulteto za arhitekturo v Ljubljani, kjer je diplomiral leta 1960, diplomo je nostrificiral v Benetkah leta 1962. Nato je do leta 1962 do leta 1965 poučeval risanje na slovenski državni srednji šoli v Nabrežini in istočasno delal kot arhitekt za razna naročila. Od leta 1965 do 1975 je bil direktor tržaškega urada pri ISES (Istituto Sviluppo edilizia Sociale), potem pa med vodilnimi kadri v ustanovi IACP (Avtonomni inštitut za ljudske stanovanjske gradnje).
Dario Jagodic je politično deloval v okviru Slovenske kulturno gospodarske zveze (SKGZ), kjer je bil več let član glavnega odbora in tudi italijanske socialistične stranke PSI (Partito Socialista Italiano). Leta 1983 je bil izvoljen na listi PSI v tržaški občinski svet in je bil za cel mandat do leta 1988 odbornik za javna dela občine Trst. Član je bil tudi raznih občinskih gradbenih in urbanističnih komisij. Na kulturnem področju je bil od leta 1969 član društva Slovensko gledališče (SG) v Trstu, od leta 1974 do 1991 član Upravnega sveta SG, tudi podpredsednik od 1987 do 1991, potem pa član skupščine SG, v kateri je zastopal tržaško občino.
Svoje poklicno delo je Jagodic označeval kot moderno arhitekturo racionalistične smeri, segal je na razna področja arhitekture in urbanistike, saj je delal načrte za obnovitve stavb (Dijaški dom v Gorici leta 1960), za zasebne gradnje (vrstne hiše v Gabrovcu, v Devinu, vile in večje stanovanjske hiše med leti 1961–75), regulacijske načrte (občina Doberdob leta 1963, občina Nabrežina z drugimi sodelavci leta 1973), delno projektiranje in vodenje del pri gradnji šolskih poslopij v tržaški pokrajini (Milje, Naselje sv. Sergija, Naselje sv. Mavra, Sv. Ana, Opčine, Nabrežina, Repentabor), javne gradnje (Kulturni dom v Boljuncu, novi del Kulturnega doma Tabor na Opčinah leta 1970, načrt za športni center Gaje v Padričah leta 1970; občiski otroški vrtec v Devinu in občinska telovadnica v Repnu leta1973, Ribiški muzej tržaškega primorja leta 2002). Projektiral je in vodil gradbena dela na ljudskih gradnjah v tržaški občini. Kot arhitekt je risal in ustvarjal tudi na področju opreme in dezajna, saj je izdelal načrt za opremo raznih društvenih prostorov, trgovin, industrijskih objektov; risal je obeležja ob poimenovanju šol v Rojanu (Bazoviški junaki) in v Šempolaju (Gruden).
Dario Jagodic je načrtoval številne spomenike padlim v Tržaški in Goriški pokrajini. Izbor njegovih spomenikov je objavljen v likovni zbirki Revolucija in umetnost: izbor slovenskih spomenikov NOB (Ljubljana: Partizanska knjiga, 1974) in v zbirki Monumenti alla libertà, (La Pietra, Bologna, 1986). Za njegovo zbirko spomenikov je leta 1986 prejel nagrado VZPI-ja. Projektiral je spomenike za Doberdob, Zgonik, Nabrežino, Samatorco, Prosek, Gabrovec, Prebeneg, Dolino, Bazovico, Križ in še marsikatero spominsko obeležje (npr. v Devinu ob obletnici kmečkih puntov).
Jagodic je bil tudi publicist, saj je v Primorski dnevnik in v Jadranski koledar objavljal članke o arhitekturi, likovne eseje in recenzije. Umrl je po dolgi bolezni leta 2012.